# 傑瑞米·查克
傑瑞米·斯科特·查克（英語：Jeremy Scott Zucker，1996年3月3日—）是一位美國歌手兼作詞人，他以歌曲《all the kids are depressed》和《comethru》而聞名。2015年，他與Daniel James和Benjamin O合作的歌曲《'Bout It'》獲得了商業上的成功，並在SoundCloud和Spotify上獲得了數百萬流量。

## 早期生活
查克來自美國新澤西州的富蘭克林湖，與父母和兩個哥哥一起在一個音樂家庭中長大。在Ramapo高中讀書時，他開始在臥室裡做音樂，後來成為“Foreshadows”樂隊的成員。高中畢業後，他就讀於科羅拉多學院，於2018年畢業，獲得分子生物學學位。在製作自己的音樂之前，他在一次《告示牌》的採訪中表示，他的第一份工作是在滑雪山上擔任滑雪教練。

## 音樂
查克將喬恩·貝利恩、黑熊、Eden、美好冬季樂團、麥克·米勒和濕作為他的音樂影響來源。
他的音樂被描述為“有機輕快的節拍、蔥鬱聲帶風格的聲景，及尖刻Tumblr大人物歌詞的融合”。查克稱自己為“社交型內向者”。